# Hernán Medford
Hernán Evaristo Medford Bryan (Desamparados, San José, Costa Rica, 23 de mayo de 1968) es un exfutbolista y entrenador costarricense. Desde el 11 de agosto del 2025 dirige al Club Sport Herediano de la Primera división de Costa Rica.

## Trayectoria

### Como jugador

#### Inicios
Hernán Medford nació el 23 de mayo de 1968 en San José. Durante su infancia se crio en el barrio Porvenir de Desamparados, donde inició sus estudios en la escuela Reverendo Francisco Schmitz de su localidad. Posteriormente estuvo en el Liceo de Gravilias y unos años en el Colegio Técnico Profesional de Cotepecos, instituciones en las que se consideró un buen estudiante por las exigencias de su madre. Combinó el fútbol con las responsabilidades escolares, jugando a la salida en el parque de La Sabana. También aprendió sus habilidades en la comunidad con sus hermanos, para luego inscribirse a una escuela en Desamparados.

#### Debut y primeros títulos
En un ambiente más formal, jugó en el equipo de Barrio México en la Segunda División y debutó a los dieciséis años.
Realizó su debut en la máxima categoría con Sagrada Familia el 28 de septiembre de 1986, en el empate 2-2 de visita contra el Cartaginés en el Estadio "Fello" Meza. Su primer gol se dio el 4 de enero de 1987, venciendo al arquero Rodolfo Jarret de Limonense al minuto 81', cuya anotación significó la segunda de su equipo en la derrota por 4-2. Terminó su primera temporada con veintiún apariciones y concretó un total de dos tantos. Su equipo finalizó en la última casilla, por lo que descendió.
Hernán se mantuvo en la Primera División tras ser fichado por el Deportivo Saprissa en 1987. En tres temporadas con los morados, alcanzó la cifra de treinta anotaciones en 101 presentaciones en torneos de liga. A su corta edad conquistó el bicampeonato de los periodos 1988-89 y 1989-90.

#### Periplo por Europa
A mediados de 1990, Medford, de veintidós años, deja el Saprissa para convertirse en legionario junto a Ronald González. Su destino fue el Dinamo Zagreb de la Primera Liga de Yugoslavia. Previo a esto, el jugador había firmado un contrato con el Stuttgart de Alemania, pero el club le informó que lo iba a prestar al Schalke 04, el cual disputaba la segunda categoría alemana, por lo que rompió su ligamen y se marchó con su representante al Logroñés de la Primera División de España para negociar. Sin embargo, las condiciones no le fueron favorables y decidió optar por el conjunto yugoslavo. Medford y González hicieron historia para el balompié costarricense al convertirse en los primeros futbolistas de su nacionalidad en jugar un partido de la Copa de la UEFA, dado el 18 de septiembre en el Atleti Azzurri d'Italia frente al Atalanta. Hernán en esa oportunidad ingresó de cambio al minuto 70' por Kujtim Shala. En liga nacional disputó catorce partidos y concretó cuatro goles.
Debido a una buena mitad de campaña en el club, el Rapid Viena decidió ficharlo. Debutó en la liga austriaca el 9 de marzo de 1991 en un compromiso ante el Sturm Graz que finalizó con derrota 0-1 a domicilio. Marcó su primer gol el 23 de marzo, en un partido entre Rapid Viena y Austria Viena (1-2). El 30 de mayo pierde la final de Copa por 1-2 contra el Stockerau, encuentro en el que además salió expulsado al minuto 89'.
En la temporada 1991-92, Medford fue contratado por el Rayo Vallecano de la Segunda División de España. Su año allí le permitió consolidarse con un total de treinta apariciones y seis goles. Su equipo acabó en el segundo lugar y por lo tanto ganó el ascenso automático al máximo circuito español.
Jugó su última temporada en territorio europeo en el periodo 1992-93 con el Foggia Calcio de la Serie A de Italia. En el club obtuvo doce presencias con solamente un gol realizado.

#### Breve regreso
Regresó al Deportivo Saprissa en 1993. Aunque permaneció por una temporada, le alcanzó para alzar el cetro de la Copa de Campeones de la Concacaf, competición en la que fue protagonista al anotar un «póker» el 5 de diciembre sobre el Robinhood de Surinam, en la victoria por 1-9. Asimismo, se hizo con el título nacional.

#### Éxito en México
En 1994 se incorporó al Pachuca de la Primera División 'A' de México. El 25 de junio de 1995 obtiene el subcampeonato de liga tras perder la final contra el Celaya. Un año después, el 26 de mayo de 1996, Medford se proclamó campeón al superar a Hermosillo, por lo que su equipo obtuvo el ascenso a la máxima categoría. En febrero de 1997 consiguió el gol 100 de su carrera, marcado al minuto 88' en el triunfo 4-1 sobre Toros Neza. Hernán dejó el club Tuzo el 4 de mayo por el descenso, donde la dorsal «17» que utilizó fue retirada como homenaje.
Mientras buscaba nuevos rumbos, entrenó con el Saprissa para mantenerse en forma. Siguió su carrera en México y pese a tener una oferta en el Monterrey, termina siendo traspasado al León. Debutó el 26 de julio en el Estadio La Corregidora, de visita contra el América. El delantero aportó un gol y dos asistencias para la victoria por 2-3. El 7 de diciembre de 1997, obtuvo el subcampeonato de Invierno debido a la derrota en la serie final contra Cruz Azul. Representó al cuadro esmeralda por tres temporadas.
El 19 de junio de 2000, se oficializa la venta del futbolista al Necaxa. Marcó seis goles en veinte presentaciones a lo largo de la temporada.

#### Retirada
El 2 de agosto de 2001, Medford retornó al Deportivo Saprissa para culminar su carrera, afirmando que podría dar tres años más de fútbol. Sin embargo, llegó a disputar solo dos temporadas, ya que el entrenador Manuel Keosseian descartó tenerlo en sus planes a partir de septiembre de 2002, al igual que sus compañeros Roy Myers, Jeaustin Campos y Kervin Lacey. Hernán, el 26 de diciembre de ese año, confirmó que su retiro estaría pronto a consumirse. Su partido de despedida tuvo lugar el 29 de enero de 2003, en un amistoso contra la Universidad Católica de Chile en el Estadio Ricardo Saprissa. Al minuto 51', Medford y Jeaustin Campos —quien también se retiraba— salieron del campo para despedirse de la afición saprissista.

### Carrera como entrenador

#### Deportivo Saprissa (2003-2006)

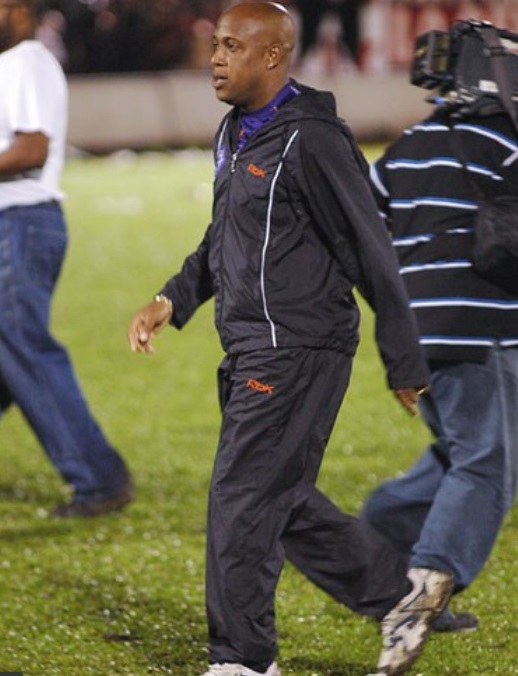
Medford dirigiendo a Saprissa en 2006.

En el inicio de la gestión del empresario mexicano Jorge Vergara, se confirmó, el 21 de marzo de 2003, que Medford sería el entrenador del Deportivo Saprissa por un periodo de cinco años, en sustitución de Manuel Keosseian. El anuncio se realizó en el hotel Real Intercontinental, donde Hernán estaría conformando su cuerpo técnico con Óscar Ramírez como asistente y el uruguayo Marcelo Tulbovitz como el preparador físico.
Debutó como estratega el 23 de marzo, por la jornada nueve del Torneo de Clausura contra San Carlos en el Estadio Carlos Ugalde. Aunque vio el juego desde la grada porque aún no estaba inscrito formalmente, su equipo pudo sacar la victoria por 0-1 con gol de Germán Laluz. El 2 de abril pudo estar en el área técnica en el empate 2-2 ante Guanacasteca en condición de local. Su única derrota en el certamen se dio el 6 de abril, por la mínima frente a Carmelita. Tras este compromiso, alcanzó doce juegos consecutivos sin perder, pero el puntaje obtenido fue insuficiente para llegar al liderato que se dejó Alajuelense. En la tabla acumulada de la temporada, el cuadro morado se debió conformar con el subcampeonato.
Empezó su segunda temporada con goleada por 5-0 sobre Santa Bárbara en el Estadio Ricardo Saprissa. Medford consolidó una idea de juego de ir siempre al ataque, permitiéndole alcanzar veintiún jornadas sin perder, distribuidas en dieciocho victorias y tres empates. El 14 de diciembre se aseguró el cetro de Apertura 2003 —a falta de dos fechas— luego de igualar a dos tantos frente a Herediano. El 21 de diciembre conquistó el título de la Copa Interclubes UNCAF, competencia en la que ganó todos los compromisos. En la final superó al Comunicaciones de Guatemala con marcador de 2-3. Su racha en liga nacional acabó el 27 de diciembre, con la pérdida por 3-0 ante Ramonense. Para el Torneo de Clausura 2004 se quedó a dos puntos del líder Herediano, disputando una final por el título contra este club. Previo a esto, el 12 de mayo sufrió la peor derrota con cifras de 4-0, en el encuentro de vuelta por la final de Copa de Campeones de la Concacaf, frente a Alajuelense —rival en clásicos—. Cuatro días después igualó a un gol en la final contra los florenses, y el 20 de mayo obtuvo el triunfo por 2-1 para alzarse con el título de la temporada. De esta manera, su equipo rompió la racha de cuatro campeonatos sin poder ganar una liga.
Su tercera temporada presentó resultados irregulares, precisamente durante el primer semestre. A inicios de diciembre no pudo revalidar el título de la Copa Interclubes UNCAF 2004, mientras que el 29 de diciembre perdió la final de Apertura en tiempo suplementario contra Pérez Zeledón. Para el segundo semestre, ganó su primera Copa de Campeones de la Concacaf, el 11 de mayo de 2005, tras derrotar al Pumas de la UNAM con marcador global de 2-3. Por lo tanto, logró la clasificación histórica del cuadro morado a un Mundial de Clubes. Cinco días después, cayó en la final del Clausura por la pérdida en el agregado contra Alajuelense.
El 12 de diciembre de 2005 debutó en la Copa Mundial de Clubes celebrada en Japón, donde disputó el duelo por los cuartos de final frente al Sydney de Australia en el Estadio Toyota. Su equipo logró la victoria por 0-1 con anotación de su dirigido Christian Bolaños. Accedió a las semifinales y enfrentó tres días después al Liverpool de Inglaterra, juego que perdió con cifras de 0-3. El 18 de diciembre colocó al club en el podio internacional tras ganar el juego por el tercer lugar, venciendo por 2-3 al Al-Ittihad de Arabia Saudita. En competencia local, Medford ganó los títulos de Apertura y Clausura.
Dirigió su último partido con los morados el 5 de noviembre de 2006, en el empate 1-1 de local contra el Santos de Guápiles.

#### Selección de Costa Rica (2006-2008)
El 30 de octubre de 2006, Medford fue nombrado entrenador de la Selección de Costa Rica, como reemplazo de Alexandre Guimarães, quien renunció tras la Copa Mundial. Hernán fue encomendado a dirigir el combinado absoluto y el Sub-23. Se estrenó en el banquillo costarricense el 4 de febrero de 2007, ganando un amistoso por 4-0 frente a Trinidad y Tobago. El 18 de febrero conquistó su primer título al mando de la tricolor, en la Copa de Naciones UNCAF celebrada en El Salvador, donde venció a Panamá en la final por la tanda de penales.
Tras perder el juego de cuartos de final contra México en tiempo suplementario, esto por la Copa de Oro de la Concacaf 2007, su selección posteriormente acumularía doce partidos sin ganar, con un saldo de nueve empates y tres derrotas. Volvió al triunfo el 21 de junio de 2008, fecha en la que se sobrepuso por 3-0 a Granada en encuentro eliminatorio al Mundial. Fue destituido de su cargo el 27 de junio.

#### Selección Sub-23 de Costa Rica (2007)
Medford dirigió a la Selección Sub-23 de Costa Rica en la eliminatoria al Preolímpico de Concacaf. El 16 de noviembre de 2007, su equipo goleó por 9-1 a Nicaragua, mientras que dos días después perdió con marcador de 2-1 frente a Guatemala. Por lo tanto, enfrentó una serie de repechaje contra Panamá, ganando la ida por 0-1, pero en la vuelta cayó con el mismo resultado. La derrota en penales dejó a su conjunto fuera del torneo continental.
El 18 de julio de 2008, se oficializó la llegada de Medford al Herediano para asumir el rol de gerente deportivo.

#### Club León (2009)
El 18 de diciembre de 2008, el Club León anunció que Hernán sería su entrenador para intentar lograr el ascenso. Desde la pretemporada que realizó en Costa Rica, Medford fue criticado por el bajo rendimiento de su conjunto, tras perder 0-1 ante Barrio México de Segunda División y Brujas de la máxima categoría, así como de la derrota por 0-2 frente al Deportivo Saprissa.
Ya en competencia oficial, debutó el 10 de enero por la fecha inaugural del Torneo de Clausura 2009, con empate 0-0 frente al Tampico Madero en el Estadio Tamaulipas. Alcanzó su primer triunfo el 17 de enero, tras vencer con goleada de 5-0 al Tigres "B". Sin embargo, con cinco partidos dirigidos, donde obtuvo un saldo de una victoria, una igualdad y tres derrotas provocaron su destitución el 20 de febrero.
El 11 de noviembre de 2009, Medford negó acercamientos con el Deportivo Saprissa para un posible retorno.

#### Liberia (2010)
El 16 de diciembre de 2009, se confirmó la llegada de Medford como el nuevo técnico de Liberia, en sustitución del francés Alain Gay-Hardy.
El 17 de enero de 2010, su equipo juega el primer partido del Campeonato de Verano, contra San Carlos en condición de local (1-1). Finalmente, Hernán dejó el club luego de completar las dieciséis jornadas, teniendo un misérrimo desempeño de apenas tres victorias, seis empates y siete derrotas. Su salida también se debió a que solo le habían pagado un mes de cuatro que estuvo al mando.
El 21 de junio de 2010, fue asignado como nuevo gerente deportivo de Limón, permaneciendo allí hasta el 6 de septiembre de 2011.

#### Xelajú M. C. (2011-2013)
El 14 de septiembre de 2011, el entrenador fue contratado por el Xelajú de Guatemala, para asumir el puesto que dejó Carlos Daniel Jurado tras su renuncia. Debutó en la Liga Nacional el 18 de septiembre, en la igualdad de visita a dos anotaciones contra el Malacateco. Para el Torneo de Apertura, pudo trascender con su club a la siguiente fase como segundo. Sin embargo, cayó en semifinales frente al Comunicaciones.
En su segunda competencia, el Clausura 2012, volvió a clasificar al equipo a las instancias eliminatorias en el tercer puesto. En la fase previa enfrentó al Heredia Jaguares, donde perdió el primer juego con marcador de 2-1, pero en la vuelta pudo revertir la serie y golear con un contundente 6-2, logrando un global de 7-4. Disputó las semifinales contra el Deportivo Marquense, el cual venció en la ida por la mínima y empató a un gol en la vuelta. Alcanzó la final ante el Municipal. El 16 de mayo perdió el duelo de ida por 1-0, mientras que tres días después pudo balancear la serie mediante el triunfo 2-1 en tiempo regular. El partido se llevó a lanzamientos desde el punto de penal, en los que su club se sobrepuso para proclamarse campeón.
Haber ganado el título nacional le permitió acceder a la Liga de Campeones de la Concacaf 2012-13. En dicha competición, su equipo desafió los pronósticos y encabezó el grupo ocho al eliminar a Guadalajara de México —club que era el fuerte candidato a dejarse el liderato—. El buen rendimiento de su conjunto hizo que Medford fuera elegido como el mejor entrenador en el fútbol guatemalteco durante el 2012. Para la segunda mitad de temporada, el Xelajú quedó eliminado en cuartos de final por el Monterrey mexicano.
Se despidió del club con la derrota en cuartos de final del Clausura 2013 ante el Comunicaciones.

#### Real España (2013-2014)
El 30 de mayo de 2013, el Real España de Honduras anunció oficialmente que Medford sería su entrenador para las próximas dos temporadas, en relevo del mexicano José Treviño. El 4 de junio, el técnico asumió las riendas del cuadro aurinegro una vez que acabó su gestión en el Xelajú.
Su debut en liga se dio el 11 de agosto con la derrota 3-0 de visita contra la Real Sociedad. Tras conseguir ocho victorias, cinco empates y la misma cantidad en pérdidas, su equipo se aseguró el segundo lugar de la tabla y la clasificación directa a semifinales. En dicha instancia, superó al Olimpia y alcanzó la final frente a la Real Sociedad. El 15 de diciembre, el Real España gana el torneo de Apertura por la vía de penales.
Dirigió por última vez a los aurinegros el 6 de agosto de 2014, en el revés por goleada de 4-1 ante el Pachuca de México, por la Liga de Campeones de la Concacaf.

#### Selección de Honduras (2014)
Después de la discreta participación de la Selección de Honduras en el Mundial 2014, Hernán se perfiló como uno de los candidatos a asumir el puesto que dejó el colombiano Luis Fernando Suárez. Finalmente, el 24 de julio fue confirmada su vinculación a la escuadra hondureña por un año dependiendo de los resultados.
Inició su gestión el 3 de septiembre, en el marco de la Copa Centroamericana 2014. En su debut enfrentó al combinado de Belice en el RFK Stadium, donde ganó el compromiso por 2-0. Luego perdió los dos partidos restantes de la fase de grupos, ante El Salvador (0-1) y Guatemala (0-2). El 13 de septiembre se tuvo que conformar con el quinto lugar del torneo, tras vencer por la mínima a Nicaragua.
El 14 de noviembre de 2014 sufrió la peor derrota al mando del cuadro catracho, juego que culminó con cifras de 6-0 contra Japón.
El 2 de diciembre fue separado de su cargo por el bajo rendimiento de la selección.

#### Real España (2015)
El 23 de febrero de 2015, se oficializó el regreso de Medford al banquillo del Real España. Con su club accedió a la siguiente ronda del Torneo de Clausura, ganando dicha eliminatoria frente al Marathón. En semifinales, cayó goleado con un 6-0 en el global contra el Olimpia. El 27 de mayo quedó fuera del club debido a que su contrato no fue renovado.

#### Xelajú M. C. (2015-2016)
El 16 de junio de 2015, Hernán fue designado nuevo entrenador del Xelajú de Guatemala.
En esta segunda etapa tuvo solidez en su equipo para hacerlo líder del Apertura 2015, sumando 41 puntos. Sin embargo, terminó cayendo en semifinales por el Guastatoya.
Para el siguiente torneo, el Clausura 2016, Medford tuvo un rendimiento inusual al contabilizar siete fechas sin ganar, lo que comprometió su estadía en el club. Dirigió su último encuentro el 20 de febrero, en el que pudo romper la racha negativa y ganar con cifras de 2-1 al Marquense.

#### C. S. Herediano (2016-2017)
El 21 de febrero de 2016, es nombrado técnico del Herediano en reemplazo de Odir Jacques. Fue presentado formalmente al día siguiente en conferencia de prensa.
Se estrenó en el banquillo florense el 24 de febrero, por la décima jornada del Campeonato de Verano, derrotando por 0-2 al Santos de Guápiles en el Estadio Coyella Fonseca. Su primera derrota llegó en el «Clásico del buen fútbol», tras caer 1-0 ante el Deportivo Saprissa. Logra afianzar el liderato con cincuenta puntos. Esta condición le permitió avanzar a la final tras los dos empates a un gol contra Belén. El 9 de mayo gana el duelo de ida en el epílogo del tiempo, por 0-1 de visita sobre Alajuelense. El 14 de mayo liquida la serie en condición de local con marcador de 2-0. De esta manera, se proclamó campeón de liga costarricense por tercera vez en su carrera.
El 15 de diciembre de 2016, obtiene el subcampeonato de Invierno luego de quedar segundo de la cuadrangular y no poder forzar a una final nacional contra el Deportivo Saprissa —que fue líder de las dos fases—. No obstante, lograría esto en el Verano 2017, torneo en el que también pudo conquistar el título sobre los morados con un contundente 5-0 en la serie global. Renovó su contrato por un año más pese a tener ofertas en el balompié mexicano y boliviano. El 31 de mayo recibió la distinción de mejor entrenador de la competencia.
Para el Torneo de Apertura 2017, su club se mantuvo imbatido durante las veintidós fechas de la fase regular. Estableció la mayor cantidad de puntos conseguida en la modalidad de torneos cortos, alcanzando los 54. La condición de invicto la perdió el 26 de noviembre al caer derrotado 1-0 por Pérez Zeledón, ya en el inicio de la cuadrangular. En esta etapa de la competencia, el rendimiento de los rojiamarillos fue deficiente tras contabilizar cuatro derrotas en seis compromisos, lo que hizo que el conjunto de Pérez Zeledón asumiera el liderato y disputara una final nacional por el título. El 20 de diciembre perdió el juego de ida por 1-0, mientras que tres días después no fue capaz de romper la igualdad en la vuelta, quedando 0-0. El subcampeonato tuvo como consecuencia la renuncia de Hernán el 26 de diciembre.

#### C. S. D. Municipal (2018)
El 27 de diciembre de 2017, el técnico es contratado por el Municipal de Guatemala por un periodo de dieciocho meses.
En su regreso al balompié guatemalteco, dirigió su primer partido el 12 de enero de 2018, jugando de visitante contra el Deportivo Petapa en el Estadio Julio Armando Cobar. Su equipo sacó la victoria por 0-1 con gol de Jhon Méndez al minuto 71'.
El 16 de septiembre de 2018, renunció a su puesto tras perder el juego por 3-4 ante el Malacateco, el cual iba ganando cómodamente con dos goles de diferencia.

#### C. S. Herediano (2019)
El 3 de diciembre de 2018, regresó a Costa Rica y firmó nuevamente con el Herediano, club en el que su gestión iniciaría a partir de enero de 2019.
Con el Torneo de Apertura aún en curso, el 9 de diciembre, Medford fue inscrito para ser el asistente técnico de Jafet Soto. Ese mismo día fue su primer partido en esa posición, en la final de vuelta contra Alajuelense, ganando la serie en penales. El 23 de diciembre, tras la expulsión de Soto en los minutos iniciales de la gran final de vuelta por el título, Hernán fue quien se encargó de dirigir el resto del compromiso hasta su conclusión en tiempo suplementario. El resultado terminó favorable a su equipo sobre el Deportivo Saprissa para proclamarse campeón.
A partir del Torneo de Clausura 2019, asumió de forma oficial al conjunto rojiamarillo mientras que Soto pasó a ser su asistente. Empezó el certamen el 12 de enero, con empate de local a un gol contra San Carlos. El 21 de febrero derrotó al Atlanta United de Estados Unidos por la ida de octavos de final, esto por la Liga de Campeones de la Concacaf. Una semana después, perdió el duelo de vuelta con goleada de 4-0, quedando eliminado. El bajo rendimiento en los dos certámenes sentenció su salida el 2 de marzo.

#### Real España (2019)
El 20 de mayo de 2019, se anunció su vuelta al Real España de Honduras.
El 28 de julio dirigió el primer juego oficial de la temporada, por el Torneo de Apertura 2019. En esa oportunidad igualó sin goles contra la Real Sociedad. En la fecha siguiente sumó su primer triunfo de 1-0 sobre el Motagua. Su último compromiso se dio el 22 de septiembre, en la pérdida 0-2 contra el Olimpia. Al día siguiente confirmó su renuncia del equipo.

#### C. S. Cartaginés (2019-2021)
El 23 de septiembre de 2019, se hizo oficial el fichaje de Medford con el Cartaginés, club que le firmó por dos años en reemplazo de Martín Arriola. Dos días después fue presentado en conferencia de prensa, junto a su asistente Mauricio Solís. Su debut se dio el 29 de septiembre, en el juego por la jornada 15 del Torneo de Apertura, ante La U Universitarios en el Estadio "Fello" Meza. El resultado fue favorable con cifras de 4-3. Hernán llegó a la última fecha con la posibilidad de clasificarse a las semifinales. El 20 de noviembre sacó la victoria de visita por 0-2 sobre Limón, mientras que debía esperar el resultado adverso de San Carlos de otro partido. Cuando parecía que ya tenía el boleto a la siguiente instancia, el conjunto sancarleño empató al cierre del cotejo lo que provocó que el Cartaginés quedara en el quinto lugar. Aunque los dos igualaron en puntos y gol diferencia, la cantidad de tantos a favor fue el criterio para el desempate.
Dirigió su primer partido del Torneo de Clausura 2020 el 12 de enero frente al Santos de Guápiles en el Estadio "Fello" Meza. Su equipo logró el empate a dos anotaciones. El 10 de junio logró la hazaña de clasificar al Cartaginés a la siguiente ronda del torneo que no lo hacían desde hace seis años. En semifinales enfrentó al Deportivo Saprissa, serie que perdió de local por 0-4 en la ida, pero pudo despedirse dignamente del certamen con una victoria 2-3 en la vuelta.
Hernán accedió por segunda vez consecutiva a las semifinales del Torneo de Apertura 2020, en esta ocasión enfrentando a Alajuelense. El 12 de diciembre quedó eliminado en esta serie tras las cifras globales de 4-3.
El 12 de abril de 2021, se anunció la salida de Medford en mutuo acuerdo con la dirigencia blanquiazul.

#### C. S. Herediano (2022)
El 13 de mayo de 2022, Medford fue anunciado como nuevo entrenador del Herediano siendo esta su tercera gestión al frente del equipo. Fue contratado por el periodo de un año para asumir su labor a partir del 16 de mayo al quedar debidamente inscrito. Su debut en el banquillo florense se dio el 19 de junio en la semifinal de ida del Torneo de Clausura, donde su equipo perdió de visita con marcador de 1-0 contra el Cartaginés. Dos días después no pasó del empate 1-1 en el duelo de vuelta, por lo que Herediano quedó eliminado.
El 16 de julio de 2022, ganó el primer título de la temporada 2022-23 al conquistar la Supercopa de Costa Rica derrotando al Cartaginés por 0-2, en el Estadio Nacional.

## Selección nacional

### Categorías inferiores
Disputó once partidos en categoría inferior, con ocho anotaciones realizadas. Jugó el Campeonato Sub-16 de la Concacaf de 1985, competencia en la que alcanzó tres tantos y donde su país fue segundo de la tabla final, por lo que pudo clasificarse a su primer Mundial.
Medford fue convocado por el entrenador Manuel Antonio Arias para disputar el Mundial Sub-16 celebrado en China. El 31 de julio de 1985, fue el debut del cuadro costarricense en este tipo de certamen, donde perdió con marcador de 4-1 contra Arabia Saudita. Hernán se convirtió en el primer futbolista de esta selección en marcar un tanto en mundiales menores. Luego vio acción en los otros dos partidos de la fase de grupos, en las derrotas frente a Italia y Nigeria.

### Selección absoluta
Fue internacional con la selección costarricense absoluta en 120 ocasiones y anotó 30 goles, por un periodo de catorce años con 178 días.
Enfrentó su primer juego con la selección adulta el 13 de diciembre de 1987, en un amistoso dado en San José ante el combinado de Corea del Sur que finalizó con marcador de 2-1.
En su segunda aparición, el 6 de enero de 1988 de visita en el Estadio del Ejército, Medford anotó su primer gol internacional al minuto 86' sobre Guatemala, el cual sentenció la victoria de 1-2.
Tras disputar varios fogueos durante la primera mitad de 1988, fue considerado para afrontar sus primeros partidos eliminatorios rumbo a Italia 1990. Debutó en este tipo de duelos el 17 de julio, por la ronda preliminar del Campeonato de Concacaf, donde enfrentó a Panamá en condición de local. El 31 de julio convirtió uno de los goles en la victoria 0-2 que permitió a su país avanzar a la siguiente fase.
Fue incluido en la lista definitiva de Bora Milutinović para disputar el Mundial de 1990, celebrado en Italia, que Costa Rica enfrentó por primera vez en la historia. El 11 de junio realizó su debut ante Escocia en el Estadio Luigi Ferraris, en el que ingresó de cambio al minuto 86' por Claudio Jara y el resultado terminó 1-0 a favor de su equipo. Medford posteriormente quedaría en el banquillo contra Brasil (derrota 1-0) y el 20 de junio tuvo acción por 30 minutos en la victoria 1-2 sobre Suecia. Hernán se convirtió en protagonista al concretar el gol al minuto 87'. De esta manera su selección se clasificó a la siguiente instancia, perdiendo por 4-1 frente a Checoslovaquia en octavos de final.
Ya con Rolando Villalobos en la dirección técnica, los costarricenses llegaban como candidatos a ganar la Copa de Oro de la Concacaf 1991 disputada en Estados Unidos. Tras quedar segundos en su grupo —por detrás de los estadounidenses—, perdieron por 2-0 contra Honduras y con el mismo marcador ante México. Medford en esta competición alcanzó cinco apariciones y aportó un gol sobre Trinidad y Tobago en fase de grupos.
En 1995 disputó la Copa de Naciones UNCAF, torneo regional celebrado en El Salvador. El 10 de diciembre obtuvo el cuarto lugar de la competencia tras perder precisamente frente a los salvadoreños.
Estuvo en la lista que dio el estratega Horacio Cordero para la Copa América 1997. Medford jugó los tres partidos de la fase de grupos, con resultados desfavorables para su selección debido a las derrotas contra Brasil (5-0), Colombia (4-1) y el empate 1-1 ante México. Hernán fue el autor del gol en el último cotejo.
Fue nuevamente convocado para afrontar la Copa de Oro de la Concacaf 2000, anotando un gol en tres encuentros.
El 9 de julio de 2000, consigue anotar su primer triplete en un solo juego, en el amistoso ante San Vicente y las Granadinas para la victoria de 7-1.
El 16 de junio de 2001, en el partido eliminatorio contra México en el Estadio Azteca, Medford convirtió un gol al minuto 86' que significó el triunfo histórico de 1-2, así como de la primera derrota del cuadro mexicano en este escenario por este tipo de duelos.
Su selección se clasificó al Mundial de 2002 como líder de la hexagonal con 23 puntos.
La Copa Mundial de 2002 fue su última competencia con la selección, en la cual llegó a la edad de treinta y cuatro años. Debutó el 4 de junio en el Estadio Mundialista de Gwangju frente a China. Medford entró de relevo por Rolando Fonseca al minuto 57' y el marcador acabó en victoria por 0-2. El 9 de junio, en el Estadio Munhak contra Turquía, Hernán vino desde el banquillo en sustitución por Walter Centeno, y colocó la asistencia para el gol de Winston Parks al minuto 86' que significó el empate 1-1. El 13 de junio quedó sin ver acción en la derrota por 2-5 ante Brasil, resultado que dejó a su país eliminado por diferencia de goles con los turcos. Ese mismo día confirmó su retiro de la selección.

#### Participaciones internacionales
| Competición                        | Sede                | Resultado        | Posición | Partidos | Goles |
| ---------------------------------- | ------------------- | ---------------- | -------- | -------- | ----- |
| Campeonato Sub-16 de Concacaf 1985 | México              | Clasificado      | 2/9      | 5        | 3     |
| Copa Mundial Sub-16 de 1985        | China               | Fase de grupos   | 16/16    | 3        | 1     |
| Copa Mundial de 1990               | Italia              | Octavos de final | 13/24    | 3        | 1     |
| Copa de Oro de la Concacaf 1991    | Estados Unidos      | Cuarto lugar     | 4/6      | 5        | 1     |
| Copa de Naciones UNCAF 1995        | El Salvador         | Cuarto lugar     | 4/8      | 4        | 0     |
| Copa América 1997                  | Bolivia             | Fase de grupos   | 10/12    | 3        | 1     |
| Copa de Oro de la Concacaf 2000    | Estados Unidos      | Cuartos de final | 8/12     | 3        | 1     |
| Copa América 2001                  | Colombia            | Cuartos de final | 5/12     | 2        | 0     |
| Copa de Oro de la Concacaf 2002    | Estados Unidos      | Subcampeón       | 2/12     | 5        | 1     |
| Copa Mundial de 2002               | Corea del Sur Japón | Fase de grupos   | 19/32    | 2        | 0     |

#### Participaciones en eliminatorias
| Eliminatoria               | Sede                | Resultado   | Posición | Partidos | Goles |
| -------------------------- | ------------------- | ----------- | -------- | -------- | ----- |
| Clasificación Mundial 1990 | Italia              | Clasificado | 1.ª      | 4        | 1     |
| Clasificación Mundial 1994 | Estados Unidos      | Eliminado   | 3.ª      | 4        | 1     |
| Clasificación Mundial 1998 | Francia             | Eliminado   | 4.ª      | 12       | 3     |
| Clasificación Mundial 2002 | Corea del Sur Japón | Clasificado | 1.ª      | 17       | 3     |

## Estadísticas

### Como jugador

#### Clubes
Actualizado a fin de carrera deportiva.
| A. D. Sagrada Familia · Costa Rica |               |               |     |     |   |   |    |     |     |     |
| 1.ª | 1986-87       | 21            | 2   | —   | — | — | —  | 21  | 2   |     |
| Total club | Total club    | 21            | 2   | —   | — | — | —  | 21  | 2   |     |
| Deportivo Saprissa · Costa Rica |               |               |     |     |   |   |    |     |     |     |
| 1.ª | 1987-88       | 42            | 8   | —   | — | 5 | 3  | 47  | 11  |     |
| 1.ª | 1988-89       | 37            | 14  | —   | — | — | —  | 37  | 14  |     |
| 1.ª | 1989-90       | 22            | 8   | —   | — | — | —  | 22  | 8   |     |
| Total club | Total club    | 101           | 30  | —   | — | 5 | 3  | 106 | 33  |     |
| G. N. K. Dinamo Zagreb Yugoslavia |               |               |     |     |   |   |    |     |     |     |
| 1.ª | 1990          | 14            | 4   | —   | — | 2 | 0  | 16  | 4   |     |
| Total club | Total club    | 14            | 4   | —   | — | 2 | 0  | 16  | 4   |     |
| S. K. Rapid Viena · Austria |               |               |     |     |   |   |    |     |     |     |
| 1.ª | 1991          | 14            | 5   | 1   | 0 | — | —  | 15  | 5   |     |
| Total club | Total club    | 14            | 5   | 1   | 0 | — | —  | 15  | 5   |     |
| Rayo Vallecano · España |               |               |     |     |   |   |    |     |     |     |
| 2.ª | 1991-92       | 30            | 6   | 2   | 0 | — | —  | 32  | 6   |     |
| Total club | Total club    | 30            | 6   | 2   | 0 | — | —  | 32  | 6   |     |
| Foggia Calcio · Italia |               |               |     |     |   |   |    |     |     |     |
| 1.ª | 1992-93       | 12            | 1   | 3   | 0 | — | —  | 15  | 1   |     |
| Total club | Total club    | 12            | 1   | 3   | 0 | — | —  | 15  | 1   |     |
| Deportivo Saprissa · Costa Rica |               |               |     |     |   |   |    |     |     |     |
| 1.ª | 1993-94       | 47            | 20  | —   | — | 5 | 6  | 52  | 26  |     |
| Total club | Total club    | 47            | 20  | —   | — | 5 | 6  | 52  | 26  |     |
| C. F. Pachuca · México |               |               |     |     |   |   |    |     |     |     |
| 2.ª | 1994-95       | 94            | 25  | —   | — | — | —  | 94  | 25  |     |
| 2.ª | 1995-96       | 94            | 25  | —   | — | — | —  | 94  | 25  |     |
| 1.ª | 1996-97       | 32            | 11  | —   | — | — | —  | 32  | 11  |     |
| Total club | Total club    | 126           | 36  | —   | — | — | —  | 126 | 36  |     |
| Club León · México |               |               |     |     |   |   |    |     |     |     |
| 1.ª | 1997-98       | 31            | 5   | —   | — | — | —  | 31  | 5   |     |
| 1.ª | 1998-99       | 29            | 4   | —   | — | — | —  | 29  | 4   |     |
| 1.ª | 1999-00       | 32            | 9   | —   | — | — | —  | 32  | 9   |     |
| Total club | Total club    | 92            | 18  | —   | — | — | —  | 92  | 18  |     |
| Club Necaxa · México |               |               |     |     |   |   |    |     |     |     |
| 1.ª | 2000-01       | 22            | 6   | —   | — | 6 | 0  | 28  | 6   |     |
| Total club | Total club    | 22            | 6   | —   | — | 6 | 0  | 28  | 6   |     |
| Deportivo Saprissa · Costa Rica |               |               |     |     |   |   |    |     |     |     |
| 1.ª | 2001-02       | 23            | 6   | —   | — | 4 | 0  | 27  | 6   |     |
| 1.ª | 2002-03       | 6             | 1   | —   | — | — | —  | 6   | 1   |     |
| Total club | Total club    | 29            | 7   | —   | — | 4 | 0  | 33  | 7   |     |
| Total carrera | Total carrera | Total carrera | 508 | 135 | 6 | 0 | 22 | 9   | 536 | 144 |
| (1) Incluye datos de la Copa de Austria (1991) / Copa del Rey (1991) / Copa Italia (1992). (2) Incluye datos de la Copa de Campeones de la Concacaf (1987-93) / Copa de la UEFA (1990) / Copa Merconorte (2000) / Copa Interclubes de la UNCAF (2001). (3) No incluye goles en partidos amistosos. |               |               |     |     |   |   |    |     |     |     |

#### Selección
Actualizado a fin de carrera deportiva.
| Costa Rica |                 |    |    |    |   |   |   |    |    |    |    |
| 1987 | —               | —  | —  | —  | — | — | 1 | 0  | 1  | 0  |    |
| 1988 | —               | —  | 2  | 1  | — | — | 6 | 1  | 8  | 2  |    |
| 1989 | —               | —  | 2  | 0  | — | — | 3 | 0  | 5  | 0  |    |
| 1990 | —               | —  | —  | —  | 3 | 1 | 4 | 0  | 7  | 1  |    |
| 1991 | 5               | 1  | —  | —  | — | — | 1 | 0  | 6  | 1  |    |
| 1992 | —               | —  | 4  | 1  | — | — | — | —  | 4  | 1  |    |
| 1994 | —               | —  | —  | —  | — | — | 1 | 0  | 1  | 0  |    |
| 1995 | 4               | 0  | —  | —  | — | — | — | —  | 4  | 0  |    |
| 1996 | —               | —  | 4  | 1  | — | — | 1 | 0  | 5  | 1  |    |
| 1997 | 3               | 1  | 8  | 2  | — | — | — | —  | 11 | 3  |    |
| 1999 | —               | —  | —  | —  | — | — | 2 | 1  | 2  | 1  |    |
| 2000 | 3               | 1  | 6  | 2  | — | — | 3 | 3  | 12 | 6  |    |
| 2001 | 2               | 0  | 11 | 1  | — | — | 1 | 0  | 14 | 1  |    |
| 2002 | 5               | 1  | —  | —  | 2 | 0 | 2 | 0  | 9  | 1  |    |
| Total selección | Total selección | 22 | 4  | 37 | 8 | 5 | 1 | 25 | 5  | 89 | 18 |
| (1) Incluye datos de la Copa de Oro de la Concacaf (1991-2002) / Copa de Naciones UNCAF (1995) / Copa América (1997-2001). (2) Incluye datos de la Eliminatoria de Concacaf para la Copa Mundial (1988-2001). (3) Incluye datos de la Copa Mundial (1990-2002). |                 |    |    |    |   |   |   |    |    |    |    |

#### Goles internacionales
| Gol | Fecha                   | Sede                                                     | Oponente                     | Marcador | Resultado | Competencia                     |
| --- | ----------------------- | -------------------------------------------------------- | ---------------------------- | -------- | --------- | ------------------------------- |
| 1.  | 6 de enero de 1988      | Estadio del Ejército, Ciudad de Guatemala, Guatemala     | Guatemala                    | 1 - 2    | 1 - 2     | Amistoso                        |
| 2.  | 31 de julio de 1988     | Estadio Revolución, Panamá, Panamá                       | Panamá                       | 0 - 2    | 0 - 2     | Eliminatoria al Mundial de 1990 |
| 3.  | 20 de junio de 1990     | Stadio Luigi Ferraris, Génova, Italia                    | Escocia                      | 1 - 2    | 1 - 2     | Mundial de 1990                 |
| 4.  | 1 de julio de 1991      | Estadio Rose Bowl, California, Estados Unidos            | Trinidad y Tobago            | 1 - 0    | 1 - 2     | Copa de Oro 1991                |
| 5.  | 13 de diciembre de 1992 | Estadio Nacional, San José, Costa Rica                   | San Vicente y las Granadinas | 2 - 0    | 5 - 0     | Eliminatoria al Mundial de 1994 |
| 6.  | 10 de noviembre de 1996 | Estadio Ricardo Saprissa, San José, Costa Rica           | Guatemala                    | 2 - 0    | 3 - 0     | Eliminatoria al Mundial de 1998 |
| 7.  | 23 de marzo de 1997     | Estadio Ricardo Saprissa, San José, Costa Rica           | Estados Unidos               | 1 - 0    | 3 - 2     | Eliminatoria al Mundial de 1998 |
| 8.  | 19 de junio de 1997     | Estadio Ramón Aguilera, Santa Cruz de la Sierra, Bolivia | México                       | 1 - 1    | 1 - 1     | Copa América 1997               |
| 9.  | 9 de noviembre de 1997  | Estadio Azteca, Ciudad de México, México                 | México                       | 2 - 1    | 3 - 3     | Eliminatoria al Mundial de 1998 |
| 10. | 29 de diciembre de 1999 | Estadio Morera Soto, Alajuela, Costa Rica                | Honduras                     | 1 - 0    | 1 - 1     | Amistoso                        |
| 11. | 17 de febrero de 2000   | L. A. Memorial Coliseum, California, Estados Unidos      | Corea del Sur                | 2 - 2    | 2 - 2     | Copa de Oro 2000                |
| 12. | 9 de julio de 2000      | Estadio Ricardo Saprissa, San José, Costa Rica           | San Vicente y las Granadinas | 2 - 0    | 7 - 1     | Amistoso                        |
| 13. | 9 de julio de 2000      | Estadio Ricardo Saprissa, San José, Costa Rica           | San Vicente y las Granadinas | 3 - 0    | 7 - 1     | Amistoso                        |
| 14. | 9 de julio de 2000      | Estadio Ricardo Saprissa, San José, Costa Rica           | San Vicente y las Granadinas | 4 - 1    | 7 - 1     | Amistoso                        |
| 15. | 23 de julio de 2000     | Estadio Ricardo Saprissa, San José, Costa Rica           | Estados Unidos               | 2 - 1    | 2 - 1     | Eliminatoria al Mundial de 2002 |
| 16. | 3 de septiembre de 2000 | Estadio Ricardo Saprissa, San José, Costa Rica           | Barbados                     | 3 - 0    | 3 - 0     | Eliminatoria al Mundial de 2002 |
| 17. | 16 de junio de 2001     | Estadio Azteca, Ciudad de México, México                 | México                       | 1 - 2    | 1 - 2     | Eliminatoria al Mundial de 2002 |
| 18. | 18 de enero de 2002     | Orange Bowl, Florida, Estados Unidos                     | Martinica                    | 0 - 1    | 0 - 2     | Copa de Oro 2002                |

### Como entrenador

#### Rendimiento
Actualizado al último partido dirigido el 19 de julio de 2022.
| Equipo                        | Div.                      | Temporada            | Estadísticas | Estadísticas | Estadísticas | Estadísticas | Estadísticas | Estadísticas | Estadísticas | Estadísticas | % Efect. |
| Equipo                        | Div.                      | Temporada            | PD           | G            | E            | P            | GF           | GC           | DG           | Puntos       | % Efect. |
| ----------------------------- | ------------------------- | -------------------- | ------------ | ------------ | ------------ | ------------ | ------------ | ------------ | ------------ | ------------ | -------- |
| Deportivo Saprissa Costa Rica |                           |                      |              |              |              |              |              |              |              |              |          |
| 1.ª                           | Clausura 2003             | 14                   | 6            | 7            | 1            | 30           | 20           | +10          | 25           | 59.52%       |          |
| 1.ª                           | 2003-04                   | 46                   | 33           | 9            | 4            | 96           | 48           | +48          | 108          | 78.26%       |          |
| 1.ª                           | Interclubes UNCAF 2003    | 5                    | 5            | 0            | 0            | 12           | 3            | +9           | 15           | 100%         |          |
| 1.ª                           | Copa de Campeones 2004    | 6                    | 2            | 1            | 3            | 6            | 9            | -3           | 7            | 38.89%       |          |
| 1.ª                           | 2004-05                   | 40                   | 17           | 15           | 8            | 51           | 33           | +18          | 66           | 55%          |          |
| 1.ª                           | Interclubes UNCAF 2004    | 5                    | 3            | 1            | 1            | 8            | 2            | +6           | 10           | 66.67%       |          |
| 1.ª                           | Copa de Campeones 2005    | 6                    | 2            | 3            | 1            | 8            | 6            | +2           | 9            | 50%          |          |
| 1.ª                           | 2005-06                   | 40                   | 25           | 10           | 5            | 62           | 36           | +26          | 85           | 70.83%       |          |
| 1.ª                           | Interclubes UNCAF 2005    | 6                    | 2            | 2            | 2            | 8            | 8            | 0            | 8            | 44.44%       |          |
| 1.ª                           | Mundial de Clubes 2005    | 3                    | 2            | 0            | 1            | 4            | 5            | -1           | 6            | 66.67%       |          |
| 1.ª                           | Copa de Campeones 2006    | 4                    | 2            | 1            | 1            | 6            | 6            | 0            | 7            | 58.33%       |          |
| 1.ª                           | Apertura 2006             | 14                   | 7            | 5            | 2            | 26           | 15           | +11          | 26           | 61.90%       |          |
| 1.ª                           | Interclubes UNCAF 2006    | 4                    | 2            | 1            | 1            | 3            | 3            | 0            | 7            | 58.33%       |          |
| Total equipo                  | Total equipo              | 193                  | 108          | 55           | 30           | 320          | 194          | +126         | 379          | 65.46%       |          |
| Costa Rica                    |                           |                      |              |              |              |              |              |              |              |              |          |
|                               | Amistosos                 | 14                   | 3            | 9            | 2            | 19           | 12           | +7           | 18           | 42.86%       |          |
| Naciones UNCAF 2007           | 4                         | 2                    | 1            | 1            | 6            | 3            | +3           | 7            | 58.33%       |              |          |
| Copa de Oro 2007              | 4                         | 1                    | 1            | 2            | 3            | 4            | -1           | 4            | 33.33%       |              |          |
| Elim. al Mundial 2010         | 2                         | 1                    | 1            | 0            | 5            | 2            | +3           | 4            | 66.67%       |              |          |
| Total equipo                  | Total equipo              | 24                   | 7            | 12           | 5            | 33           | 21           | +12          | 33           | 45.83%       |          |
| Costa Rica Sub-23 Costa Rica  |                           |                      |              |              |              |              |              |              |              |              |          |
|                               | Elim. al Preolímpico      | 4                    | 2            | 0            | 2            | 11           | 4            | +7           | 6            | 50%          |          |
| Total equipo                  | Total equipo              | 4                    | 2            | 0            | 2            | 11           | 4            | +7           | 6            | 50%          |          |
| León México                   |                           |                      |              |              |              |              |              |              |              |              |          |
| 2.ª                           | Clausura 2009             | 5                    | 1            | 1            | 3            | 7            | 6            | +1           | 4            | 26.67%       |          |
| Total equipo                  | Total equipo              | 5                    | 1            | 1            | 3            | 7            | 6            | +1           | 4            | 26.67%       |          |
| Liberia Costa Rica            |                           |                      |              |              |              |              |              |              |              |              |          |
| 1.ª                           | Verano 2010               | 16                   | 3            | 6            | 7            | 19           | 24           | -5           | 15           | 31.25%       |          |
| Total equipo                  | Total equipo              | 16                   | 3            | 6            | 7            | 19           | 24           | -5           | 15           | 31.25%       |          |
| Xelajú Guatemala              |                           |                      |              |              |              |              |              |              |              |              |          |
| 1.ª                           | Apertura 2011             | 14                   | 6            | 4            | 4            | 18           | 19           | -1           | 22           | 52.38%       |          |
| 1.ª                           | Clausura 2012             | 28                   | 11           | 11           | 6            | 38           | 29           | +9           | 44           | 52.38%       |          |
| 1.ª                           | Apertura 2012             | 24                   | 12           | 3            | 9            | 36           | 33           | +3           | 39           | 54.17%       |          |
| 1.ª                           | Liga de Campeones 2012-13 | 6                    | 2            | 2            | 2            | 9            | 10           | -1           | 8            | 44.44%       |          |
| 1.ª                           | Clausura 2013             | 24                   | 9            | 3            | 12           | 28           | 35           | -7           | 30           | 41.67%       |          |
| Total equipo                  | Total equipo              | 96                   | 40           | 23           | 33           | 129          | 126          | +3           | 143          | 49.65%       |          |
| Real España Honduras          |                           |                      |              |              |              |              |              |              |              |              |          |
| 1.ª                           | Apertura 2013             | 22                   | 9            | 7            | 6            | 37           | 30           | +7           | 34           | 51.52%       |          |
| 1.ª                           | Clausura 2014             | 20                   | 7            | 9            | 4            | 38           | 28           | +10          | 30           | 50%          |          |
| 1.ª                           | Apertura 2014             | 1                    | 1            | 0            | 0            | 3            | 2            | +1           | 3            | 100%         |          |
| 1.ª                           | Liga de Campeones 2014-15 | 1                    | 0            | 0            | 1            | 1            | 4            | -3           | 0            | 0%           |          |
| Total equipo                  | Total equipo              | 44                   | 17           | 16           | 11           | 79           | 64           | +15          | 67           | 50.76%       |          |
| Honduras                      |                           |                      |              |              |              |              |              |              |              |              |          |
|                               | Copa Centroamericana 2014 | 4                    | 2            | 0            | 2            | 3            | 3            | 0            | 6            | 50%          |          |
| Amistosos                     | 4                         | 0                    | 2            | 2            | 1            | 9            | -8           | 2            | 16.67%       |              |          |
| Total equipo                  | Total equipo              | 8                    | 2            | 2            | 4            | 4            | 12           | -8           | 8            | 33.33%       |          |
| Real España Honduras          |                           |                      |              |              |              |              |              |              |              |              |          |
| 1.ª                           | Clausura 2015             | 16                   | 3            | 7            | 6            | 24           | 29           | -5           | 16           | 33.33%       |          |
| Total equipo                  | Total equipo              | 16                   | 3            | 7            | 6            | 24           | 29           | -5           | 16           | 33.33%       |          |
| Xelajú Guatemala              |                           |                      |              |              |              |              |              |              |              |              |          |
| 1.ª                           | Apertura 2015             | 24                   | 13           | 3            | 8            | 24           | 22           | +2           | 42           | 58.33%       |          |
| 1.ª                           | Clausura 2016             | 8                    | 1            | 2            | 5            | 5            | 12           | -7           | 5            | 20.83%       |          |
| Total equipo                  | Total equipo              | 32                   | 14           | 5            | 13           | 29           | 34           | -5           | 47           | 48.96%       |          |
| C. S. Herediano Costa Rica    |                           |                      |              |              |              |              |              |              |              |              |          |
| 1.ª                           | Verano 2016               | 17                   | 12           | 3            | 2            | 25           | 8            | +17          | 39           | 76.47%       |          |
| 1.ª                           | Invierno 2016             | 28                   | 15           | 10           | 3            | 56           | 28           | +28          | 55           | 65.48%       |          |
| 1.ª                           | Liga de Campeones 2016-17 | 4                    | 1            | 1            | 2            | 4            | 7            | -3           | 4            | 33.33%       |          |
| 1.ª                           | Verano 2017               | 30                   | 16           | 8            | 6            | 57           | 29           | +28          | 56           | 62.22%       |          |
| 1.ª                           | Apertura 2017             | 30                   | 18           | 7            | 5            | 46           | 18           | +28          | 61           | 67.78%       |          |
| Total equipo                  | Total equipo              | 109                  | 62           | 29           | 18           | 188          | 90           | +98          | 215          | 65.75%       |          |
| Municipal Guatemala           |                           |                      |              |              |              |              |              |              |              |              |          |
| 1.ª                           | Clausura 2018             | 22                   | 8            | 4            | 10           | 34           | 28           | +6           | 28           | 42.42%       |          |
| 1.ª                           | Apertura 2018             | 8                    | 3            | 1            | 4            | 7            | 10           | -3           | 10           | 41.67%       |          |
| 1.ª                           | Copa 2018                 | 1                    | 0            | 0            | 1            | 0            | 1            | -1           | 0            | 0%           |          |
| Total equipo                  | Total equipo              | 31                   | 11           | 5            | 15           | 41           | 39           | +2           | 38           | 40.86%       |          |
| C. S. Herediano Costa Rica    |                           |                      |              |              |              |              |              |              |              |              |          |
| 1.ª                           | Clausura 2019             | 10                   | 3            | 3            | 4            | 13           | 14           | -1           | 12           | 40%          |          |
| 1.ª                           | Liga de Campeones 2019    | 2                    | 1            | 0            | 1            | 3            | 5            | -2           | 3            | 50%          |          |
| Total equipo                  | Total equipo              | 12                   | 4            | 3            | 5            | 16           | 19           | -3           | 15           | 41.67%       |          |
| Real España Honduras          |                           |                      |              |              |              |              |              |              |              |              |          |
| 1.ª                           | Apertura 2019             | 11                   | 2            | 5            | 4            | 13           | 15           | -2           | 11           | 33.33%       |          |
| Total equipo                  | Total equipo              | 11                   | 2            | 5            | 4            | 13           | 15           | -2           | 11           | 33.33%       |          |
| C. S. Cartaginés Costa Rica   |                           |                      |              |              |              |              |              |              |              |              |          |
| 1.ª                           | Apertura 2019             | 8                    | 4            | 2            | 2            | 13           | 12           | +1           | 14           | 58.33%       |          |
| 1.ª                           | Clausura 2020             | 24                   | 11           | 5            | 8            | 36           | 41           | -5           | 38           | 52.78%       |          |
| 1.ª                           | Apertura 2020             | 18                   | 9            | 3            | 6            | 35           | 20           | +15          | 30           | 55.56%       |          |
| 1.ª                           | Clausura 2021             | 17                   | 4            | 8            | 5            | 18           | 20           | -2           | 20           | 39.22%       |          |
| Total equipo                  | Total equipo              | 67                   | 28           | 18           | 21           | 102          | 93           | +9           | 102          | 50.75%       |          |
| C. S. Herediano · Costa Rica  |                           |                      |              |              |              |              |              |              |              |              |          |
| 1.ª                           | Clausura 2022             | 2                    | 0            | 1            | 1            | 1            | 2            | -1           | 1            | 16.67%       |          |
| 1.ª                           | Supercopa 2022            | 1                    | 1            | 0            | 0            | 2            | 0            | +2           | 3            | 100%         |          |
| 1.ª                           | Apertura 2022             | 1                    | 1            | 0            | 0            | 2            | 0            | +2           | 3            | 100%         |          |
| Total equipo                  | Total equipo              | 4                    | 2            | 1            | 1            | 5            | 2            | +3           | 7            | 58.33%       |          |
| Total en sus equipos          | Total en sus equipos      | Total en sus equipos | 672          | 306          | 188          | 178          | 1020         | 772          | +248         | 1106         | 54.86%   |

#### Partidos dirigidos en selección
| Costa Rica                            | Costa Rica               | Costa Rica                                          | Costa Rica        | Costa Rica | Costa Rica                   |
| #                                     | Fecha                    | Lugar                                               | Oponente          | Marcador   | Competición                  |
| ------------------------------------- | ------------------------ | --------------------------------------------------- | ----------------- | ---------- | ---------------------------- |
| 1                                     | 4 de febrero de 2007     | Estadio Morera Soto, Alajuela, Costa Rica           | Trinidad y Tobago | 4 - 0      | Amistoso                     |
| 2                                     | 9 de febrero de 2007     | Estadio Cuscatlán, San Salvador, El Salvador        | Honduras          | 3 - 1      | Copa de Naciones UNCAF 2007  |
| 3                                     | 13 de febrero de 2007    | Estadio Cuscatlán, San Salvador, El Salvador        | Panamá            | 0 - 1      | Copa de Naciones UNCAF 2007  |
| 4                                     | 16 de febrero de 2007    | Estadio Cuscatlán, San Salvador, El Salvador        | El Salvador       | 0 - 2      | Copa de Naciones UNCAF 2007  |
| 5                                     | 18 de febrero de 2007    | Estadio Cuscatlán, San Salvador, El Salvador        | Panamá            | 1 - 1      | Copa de Naciones UNCAF 2007  |
| 6                                     | 24 de marzo de 2007      | Estadio Ricardo Saprissa, San José, Costa Rica      | Nueva Zelanda     | 4 - 0      | Amistoso                     |
| 7                                     | 28 de marzo de 2007      | Estadio Fiscal, Talca, Chile                        | Chile             | 1 - 1      | Amistoso                     |
| 8                                     | 2 de junio de 2007       | Estadio Ricardo Saprissa, San José, Costa Rica      | Chile             | 2 - 0      | Amistoso                     |
| 9                                     | 6 de junio de 2007       | Orange Bowl, Florida, Estados Unidos                | Canadá            | 1 - 2      | Copa de Oro 2007             |
| 10                                    | 9 de junio de 2007       | Orange Bowl, Florida, Estados Unidos                | Haití             | 1 - 1      | Copa de Oro 2007             |
| 11                                    | 11 de junio de 2007      | Orange Bowl, Florida, Estados Unidos                | Guadalupe         | 1 - 0      | Copa de Oro 2007             |
| 12                                    | 17 de junio de 2007      | Reliant Stadium, Texas, Estados Unidos              | México            | 1 - 0      | Copa de Oro 2007             |
| 13                                    | 22 de agosto de 2007     | Estadio Ricardo Saprissa, San José, Costa Rica      | Perú              | 1 - 1      | Amistoso                     |
| 14                                    | 9 de septiembre de 2007  | Rentschler Field, Connecticut, Estados Unidos       | Honduras          | 0 - 0      | Amistoso                     |
| 15                                    | 12 de septiembre de 2007 | BMO Field, Toronto, Canadá                          | Canadá            | 1 - 1      | Amistoso                     |
| 16                                    | 13 de octubre de 2007    | Estadio Cuscatlán, San Salvador, El Salvador        | El Salvador       | 2 - 2      | Amistoso                     |
| 17                                    | 17 de octubre de 2007    | Estadio Ricardo Saprissa, San José, Costa Rica      | Haití             | 1 - 1      | Amistoso                     |
| 18                                    | 21 de noviembre de 2007  | Estadio Rommel Fernández, Panamá, Panamá            | Panamá            | 1 - 1      | Amistoso                     |
| 19                                    | 13 de enero de 2008      | Estadio Ricardo Saprissa, San José, Costa Rica      | Escocia           | 0 - 1      | Amistoso                     |
| 20                                    | 30 de enero de 2008      | Estadio Azadi, Teherán, Irán                        | Irán              | 0 - 0      | Amistoso                     |
| 21                                    | 6 de febrero de 2008     | Estadio Nacional, Kingston, Jamaica                 | Jamaica           | 1 - 1      | Amistoso                     |
| 22                                    | 26 de marzo de 2008      | Estadio Max Augustín, Iquitos, Perú                 | Perú              | 3 - 1      | Amistoso                     |
| 23                                    | 14 de junio de 2008      | Estadio Nacional, Saint George, Granada             | Granada           | 2 - 2      | Eliminatoria al Mundial 2010 |
| 24                                    | 21 de junio de 2008      | Estadio Ricardo Saprissa, San José, Costa Rica      | Granada           | 3 - 0      | Eliminatoria al Mundial 2010 |
| Partidos con la selección de Honduras |                          |                                                     |                   |            |                              |
| 1                                     | 3 de septiembre de 2014  | R. F. K. Stadium, Washington D. C., Estados Unidos  | Belice            | 2 - 0      | Copa Centroamericana 2014    |
| 2                                     | 7 de septiembre de 2014  | Cotton Bowl, Texas, Estados Unidos                  | El Salvador       | 0 - 1      | Copa Centroamericana 2014    |
| 3                                     | 10 de septiembre de 2014 | BBVA Compass Stadium, Texas, Estados Unidos         | Guatemala         | 0 - 2      | Copa Centroamericana 2014    |
| 4                                     | 13 de septiembre de 2014 | L. A. Memorial Coliseum, California, Estados Unidos | Nicaragua         | 1 - 0      | Copa Centroamericana 2014    |
| 5                                     | 9 de octubre de 2014     | Estadio Víctor Reyna, Chiapas, México               | México            | 2 - 0      | Amistoso                     |
| 6                                     | 14 de octubre de 2014    | FAU Stadium, Florida, Estados Unidos                | Estados Unidos    | 1 - 1      | Amistoso                     |
| 7                                     | 14 de noviembre de 2014  | Estadio Toyota, Aichi, Japón                        | Japón             | 6 - 0      | Amistoso                     |
| 8                                     | 18 de noviembre de 2014  | Shaanxi Province Stadium, Shaanxi, China            | China             | 0 - 0      | Amistoso                     |

## Vida privada
Tuvo su época como empresario de ropa deportiva para la temporada 1995-96, patrocinando con la marca «Medfsport» al Deportivo Saprissa tras la salida de Umbro de la camiseta. Solo duró una temporada, ya que después el club sería equipado por Reebok. Medford vendió el negocio para evitar pérdidas.
Hernán Medford estuvo casado con Arleen Lewis desde 1991 hasta 2004. De esta relación nacieron sus hijas Rashany y Kaneesha. En 2006 comenzó a salir con Wendy Alpízar y el 10 de mayo de 2008 tuvieron su boda en el hotel La Condesa en Heredia, con acceso limitado a medios de comunicación. A mediados de 2014 firmaron los documentos de divorcio, debido a diferencias que no podían reconciliarse. El 2 de octubre de 2018, se hizo pública su relación con Ingrid Solís, a quien le propuso matrimonio en junio de 2019. Su ceremonia no se había efectuado por motivos de la pandemia. El 2 de octubre de 2021, finalmente pudo realizar la boda en el Salón de Eventos Estrella Madrigal en Santiago de Puriscal.
El entrenador fue uno de los primeros en sugerir la idea de un nuevo Estadio Nacional, donde convenció al presidente Óscar Arias para que este negociara con el gobierno de China su construcción.
El 4 de septiembre de 2017, estrenó un programa de radio llamado «Peloteando con Medford», enfocado precisamente en fútbol. Sin embargo, salió del mismo a principios de 2018 debido a su contratación en un club guatemalteco, siendo reemplazado por Javier Delgado, Mauricio Montero y Rolando Fonseca. En noviembre de 2018 se hizo anfitrión de televisión de «En Ese Sentido», en el que realizaba entrevistas. El 20 de enero de 2020, se estrenó como panelista en el programa «Contragolpe» con la periodista Gabriela Jiménez, transmitiéndose semanalmente. El 3 de enero de 2022, se unió al elenco de panelistas del programa Conexión Fútbol.
El 22 de marzo de 2019, Medford expresó públicamente su deseo de formar parte en el Ministerio de Deporte.

## Palmarés

### Como jugador

#### Títulos nacionales
| Título                         | Club               | País       | Año  |
| ------------------------------ | ------------------ | ---------- | ---- |
| Primera División de Costa Rica | Deportivo Saprissa | Costa Rica | 1988 |
| Primera División de Costa Rica | Deportivo Saprissa | Costa Rica | 1989 |
| Primera División de Costa Rica | Deportivo Saprissa | Costa Rica | 1994 |
| Liga de Ascenso de México      | C. F. Pachuca      | México     | 1996 |

#### Títulos internacionales
| Título                           | Club               | Sede      | Año  |
| -------------------------------- | ------------------ | --------- | ---- |
| Copa de Campeones de la Concacaf | Deportivo Saprissa | Guatemala | 1993 |

### Como entrenador

#### Títulos nacionales
| Título                         | Club               | País       | Año  |
| ------------------------------ | ------------------ | ---------- | ---- |
| Primera División de Costa Rica | Deportivo Saprissa | Costa Rica | 2004 |
| Primera División de Costa Rica | Deportivo Saprissa | Costa Rica | 2006 |
| Liga Nacional de Guatemala     | Xelajú M. C.       | Guatemala  | 2012 |
| Primera División de Honduras   | R. C. D. España    | Honduras   | 2013 |
| Primera División de Costa Rica | C. S. Herediano    | Costa Rica | 2016 |
| Primera División de Costa Rica | C. S. Herediano    | Costa Rica | 2017 |
| Supercopa de Costa Rica        | C. S. Herediano    | Costa Rica | 2022 |

#### Títulos internacionales
| Título                           | Equipo             | Sede           | Año  |
| -------------------------------- | ------------------ | -------------- | ---- |
| Copa Interclubes UNCAF           | Deportivo Saprissa | Estados Unidos | 2003 |
| Copa de Campeones de la Concacaf | Deportivo Saprissa | México         | 2005 |
| Copa de Naciones UNCAF           | Costa Rica         | El Salvador    | 2007 |

#### Distinciones individuales
| Distinción                                                        | Año  |
| ----------------------------------------------------------------- | ---- |
| Incluido en la lista de 20 mejores entrenadores de la IFFHS (18°) | 2006 |
| Mejor entrenador del fútbol guatemalteco en 2012                  | 2013 |
| Mejor director técnico del Verano 2017                            | 2017 |
| Once ideal histórico de Costa Rica según la IFFHS                 | 2021 |